# Чернече (Лубенский район)
Чернече (укр. Чернече) — село,
Хорошковский сельский совет,
Лубенский район,
Полтавская область,
Украина.
Код КОАТУУ — 5322887909. Население по переписи 2001 года составляло 26 человек.

## Географическое положение
Село Чернече находится на левом берегу реки Сула,
выше по течению на расстоянии в 2 км расположено село Хорошки,
ниже по течению на расстоянии в 1,5 км расположено село Снитин.
На расстоянии в 1 км расположено село Снитино.
Река в этом месте извилистая, образует лиманы, старицы и заболоченные озёра.